# Slaglås

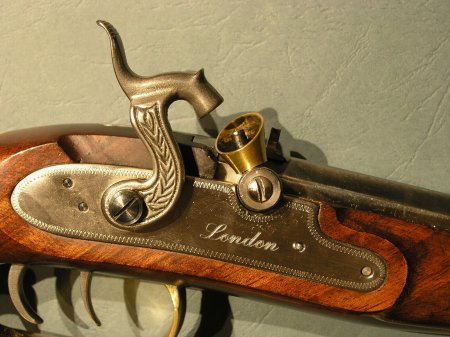
Slaglåsgevär (mynningsladdare).

Slaglås, även kallat perkussionslås är en anordning som används för att avfyra ett eldvapen. Ett slaglås består av en fjäderbelastad hane och en ihålig nippel inskruvad i pipans bakre del. På nippeln träs en tändhatt fylld med ett slagkänsligt explosivämne. När avtryckaren trycks in frigörs hanen, som när den träffar tändhatten antänder explosivämnet vilket, genom nippeln, skickar en låga in till vapnets drivladdning. En sådan tändhatt kallades förr även knallhatt

## Historia
Det som gjorde slaglåset möjligt var den engelske kemisten Edward Charles Howard (1774–1816) som uppfann knallkvicksilver år 1800. Detta kan nämligen antändas genom en kraftig mekanisk stöt eller ett slag. Till en början användes det för att avfyra skeppskanoner med. Knallkvicksilvret lades då i fängpannan och kanonen avfyrades med ett rejält hammarslag. Den första varianten av slaglås kallades parfymflasklås, och patenterades 1807 av den skotske prästen Alexander John Forsyth (1768–1843). Låset betecknas av en särskild kammare som ser ut just som en parfymflaska, som är ihopsatt på låsblecket. Denna kammare fylls med en liten mängd knallkvicksilver som antänds genom ett slagstift i "flaskan" av hanens slag, som i sin tur antänder drivladdningen. År 1814 uppfann den engelske vapensmeden Joseph Manton (1766–1835) tublåset genom att fylla en kopparhatt med knallkvicksilver, där hanen vässades och krossade tändhatten. Några år senare utfärdades både i Frankrike och Förenta Staterna patent på liknande tändhattar vilka skulle sättas på en nippel som var inskruvad i pipan.
Det första svenska slaglåsvapnet tillverkades 1820 vid Carl Gustafs stads gevärsfaktori. Det dröjde dock till 1826 innan systematiska försök med det slagslås genomfördes. År 1840 infördes slaglås som standardbeväpning inom svenska militären. Under andra hälften av 1800-talet trängde slaglåsvapnen helt ut äldre vapentyper även som jaktvapen.

## Fördelar gentemot flintlåset
Slaglåsets fördelar jämfört med flintlåset är att det är billigare att tillverka, ger färre klick, fungerar bättre vid fuktig väderlek, men framför allt att den fördröjning mellan att hanen slår tills det att projektilen lämnar vapnet minskar betydligt. Dock hos en del jaktgevär och duellpistoler – där flintlåsen var av särskilt hög beskaffenhet, kan fördröjningen vara nästan lika – eller till och med lika som med slaglås. 
Slaglåset blev snabbt uppskattat på jaktvapen. Militären däremot var något tveksam. Den preussiska hären genomförde år 1830 undersökningar där man jämförde de båda låstyperna. Flintlåset och slaglåset tog i stora drag lika lång tid att ladda, men däremot slog man fast att antalet klick minskade betydligt – i genomsnitt ett klick på etthundra avtryckningar, jämfört med ett klick på sju. Efter det infördes slaglåset i de flesta europeiska härar. I Sverige ersattes de äldre flintlåsmusköterna av gevär m/1848, en fortgång som dock gick ganska raskt, samtidigt ändrades nämligen kvarvarande flintlåsvapen till slaglås. Detta var nämligen ett ganska enkelt förfarande. Genom utvecklingen av enhetspatronen ersattes slaglåset redan under 1860-talet av bakladdade vapen med patronhylsor av metall.